# Nichelio (sous-marin)
Le Nichelio est un sous-marin italien, de la classe Platino (sous-classe de la Serie 600) utilisé par la Regia Marina pendant la Seconde Guerre mondiale.

## Conception et description
Les sous-marins de la classe Platino (également connu sous la classe Acciaio) est le dernier développement du type 600 comportant des améliorations par rapport à la série précédente, notamment en ce qui concerne les équipements et les aménagements internes, telles qu'une tourelle inférieure pour améliorer la stabilité et réduire la silhouette. Dans l'ensemble, même les bateaux de cette série donnent de bons résultats malgré toutes les limitations imposées par la mauvaise qualité des matériaux utilisés dans la construction en raison de difficultés d'approvisionnement, un défaut commun de la construction italienne de la période de la guerre. 
Les sous-marins de la classe Platino ont été conçus comme des versions améliorées de la précédente classe Adua. Ils déplacent 697 tonnes en surface et 850 tonnes en immersion. Les sous-marins mesurent 60,18 mètres de long, ont une largeur de 6,44 mètres et un tirant d'eau de 4,78 mètres.
Pour la navigation de surface, les sous-marins sont propulsés par deux moteurs diesel de 700 chevaux (522 kW), chacun entraînant un arbre d'hélice. En immersion, chaque hélice est entraînée par un moteur électrique de 400 chevaux-vapeur (298 kW). Ils peuvent atteindre 14 nœuds (26 km/h) en surface et 7,3 nœuds (13,5 km/h) sous l'eau. En surface, la classe Platino possède une autonomie de 5 000 milles nautiques (9 300 km) à 8,5 nœuds (15,7 km/h), en immersion, elle a une autonomie de 80 milles nautiques (150 km) à 3 nœuds (5,6 km/h).
Les sous-marins sont armés de six tubes torpilles internes de 53,3 cm, quatre à l'avant et deux à l'arrière. Ils sont également armés d'un canon de pont de 100 mm pour le combat en surface. L'armement antiaérien léger varie et peut consister en une ou deux mitrailleuses de 20 mm ou une ou deux paires de mitrailleuses de 13,2 mm.

## Histoire

### Seconde Guerre mondiale
Le Nichelio est commandé pour  le chantier naval de OTO à La Spezia en Italie. La pose de la quille est effectuée le 1er juillet 1941, le Nichelio est lancé le 12 avril 1942 et mis en service le 30 juillet 1942.
Après son entrée en service, il a été affecté à la base sicilienne d'Augusta.
Le Nichelio commence sa première mission de guerre le 28 septembre 1942, lorsqu'il est envoyé au large du Cap Carbon. Le 11 octobre, il identifie deux corvettes ennemies, mais il ne réussit pas à les attaquer.
Le 17 janvier 1943, alors qu'il navigue en émersion, il fait l'objet d'une attaque aérienne, mais il réussit à toucher l'avion attaquant et à le forcer à battre en retraite.
En juillet 1943, sous le commandement du tenente di vascello (lieutenant de vaisseau) Claudio Celli, le Nichelio est envoyé au Sud du détroit de Messine pour contrer le débarquement allié (Opération Husky) en Sicile,. Il tente à plusieurs reprises d'attaquer les unités ennemies, mais toujours sans succès, à cause de la distance excessive des navires ou pour leur réaction. Le 14 juillet, attaqué par des torpilleurs, il s'enfuit en réagissant en même temps avec son propre canon : la canonnière à moteur MGB 641 est touchée et coule,.
Puis le Nichelio quitte le Cap Passero et, à une heure de l'après-midi du 19 juillet, il aperçoit un transport estimé à environ 8 000 tonneaux de jauge brute, qui est sous l'escorte de deux corvettes,. Le Nichelo se rapproche jusqu'à environ 1 000 mètres et lance deux torpilles, dont l'une n'est cependant pas partie à cause d'une défaillance,. L'autre torpille, pour autant qu'il est possible de la voir, centre le navire à vapeur qui s'y accroche, apparaissant à l'agonie; le Nichelo, cependant, doit se replier pour échapper à la chasse des deux corvettes,. Il n'y a jamais eu de confirmation de dommages, et encore moins de naufrages.
À cette période de la guerre, le sous-marin est basé à Crotone.
Le 7 septembre 1943, dans le cadre du plan "Zeta" visant à conter le prochain débarquement allié à Salerne (Opération Avalanche), il est envoyé en embuscade,ainsi que dix autres sous-marins, dans le Sud de la mer Tyrrhénienne, entre le golfe de Gaète et le golfe de Paola.
Après l'annonce de l'armistice du 8 septembre 1943, le Nichelio se dirige, escorté par des torpilleurs britanniques, vers Bona, où il doit se rendre aux Alliés; en réalité, il se rend à Salerne,. Il se rend ensuite à Palerme, d'où il est parti le 20 septembre 1943, avec cinq autres sous-marins et plusieurs unités navales, pour rejoindre Malte ..
Le 6 octobre 1943, il quitte l'île avec diverses autres unités (6 sous-marins, deux torpilleurs, un destroyer et deux unités auxiliaires) pour retourner en Italie.
Au cours de la cobelligérance, le Nichelio est employé pour le transport et le débarquement de commandos, effectuant sept missions de ce type (une sous le commandement de Celli, une sous le commandement du lieutenant de vaisseau Gaspare Cavallina et cinq sous le commandement du parigrade Ugo Esmenard). Les trois premières missions se déroulent dans le centre-Nord de l'Adriatique; la quatrième consiste à débarquer des saboteurs en Istrie et les trois dernières ont lieu à Zante et en Céphalonie. Lors d'une de ces missions, le 29 novembre 1943, le Nichelio est attaqué par un torpilleur allemand avec le lancement d'une torpille, qu'il réussit à éviter. Dans certaines missions, il est repéré par des navires de surveillance allemands, mais il a toujours réussi à accomplir sa tâche.
Le Nichelio est également employé pour les exercices anti-sous-marins britanniques.
Pendant le conflit, le Nichelio a participé à 19 missions, couvrant 9 649 milles nautiques (17 870 km) en surface et 2 133 milles nautiques (3 950 km) sous l'eau, pour un total de 120 jours de navigation couvrant en moyenne 98,18 milles nautiques (181 km) en surface et 4,90 milles nautiques (9 km) en plongée.

### Le traité de paix et le transfert vers l'Union soviétique
À la fin du conflit, la base des clauses du traité de paix, le sous-marin est attribué à l'Union soviétique, qui obtient un modèle remarquable du navire, qui est radié le 1er février 1948 en attendant la livraison aux Soviétiques qui a lieu en février de l'année suivante à Vlora en Albanie. Tous les navires affectés aux Soviétiques doivent être livrés dans le port d'Odessa, à l'exception du cuirassé Giulio Cesare et des deux sous-marins Nichelio et Marea, qui doivent être livrés dans le port albanais de Vlora, car la Convention de Montreux ne permet pas le passage par les Dardanelles des cuirassés et des sous-marins appartenant à des États enclavés sur la mer Noire. Les trois unités atteignent Vlora où a lieu le transfert temporaire à la Commission soviétique, dirigée par le contre-amiral Levčenko. Le 6 février 1949, le transfert du cuirassé est officialisé et le lendemain, 7 février, le transfert des deux sous-marins est également officialisé.
Le sous-marin, qui est arrivé à Vlora avec les initiales provisoires Z 14, est rebaptisé TS-4; ensuite, parti le 15 février pour sa nouvelle base de Sébastopol' avec le Marea (Z 13) et le Cesare (Z 11), il atteint sa destination le 26 février, où à son arrivée il est d'abord rebaptisé T-41, puis à partir du 16 juin 1949 S-41, servant pour la marine soviétique jusqu'en 1960, année qui marque sa radiation puis sa démolition.